# Protestantische Kirche in den Niederlanden

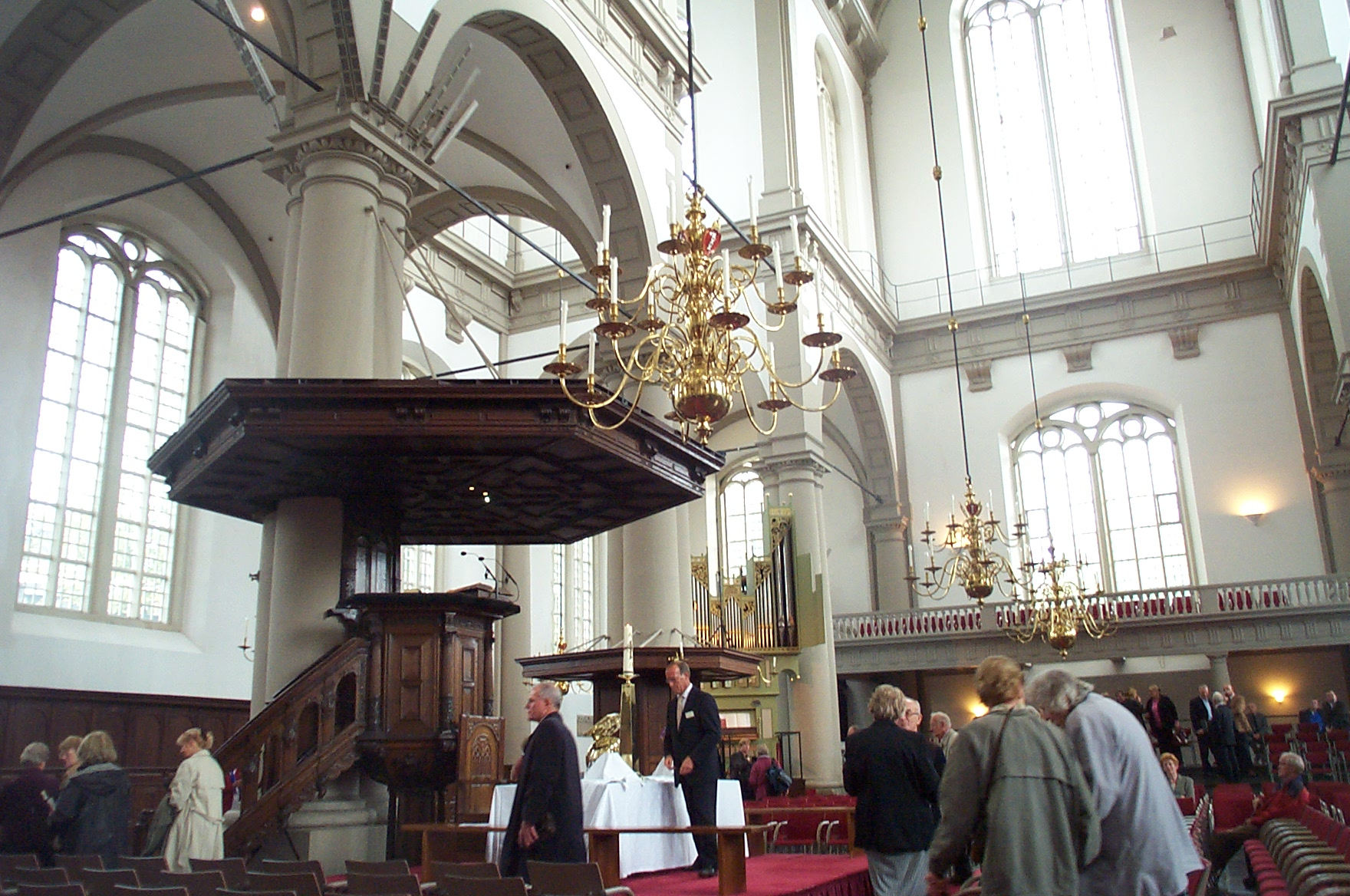
Westerkerk in Amsterdam

Die Protestantische Kirche in den Niederlanden (niederländisch: Protestantse Kerk in Nederland, PKN) ist eine am 1. Mai 2004 gegründete Union dreier Kirchen. Dabei handelt es sich um die gemäßigt-calvinistische, die streng-calvinistische und die kleine lutherische Kirche in den Niederlanden. Die PKN ist mit fast 1,4 Millionen Mitgliedern (oder 7,9 %) die zweitgrößte Kirche der Niederlande (die römisch-katholische Kirche ist mit 25 % Anteil an der Bevölkerung die größte) und die bei weitem größte protestantische Kirche der Niederlande. Ihr Hauptsitz liegt in Utrecht.

## Geschichte

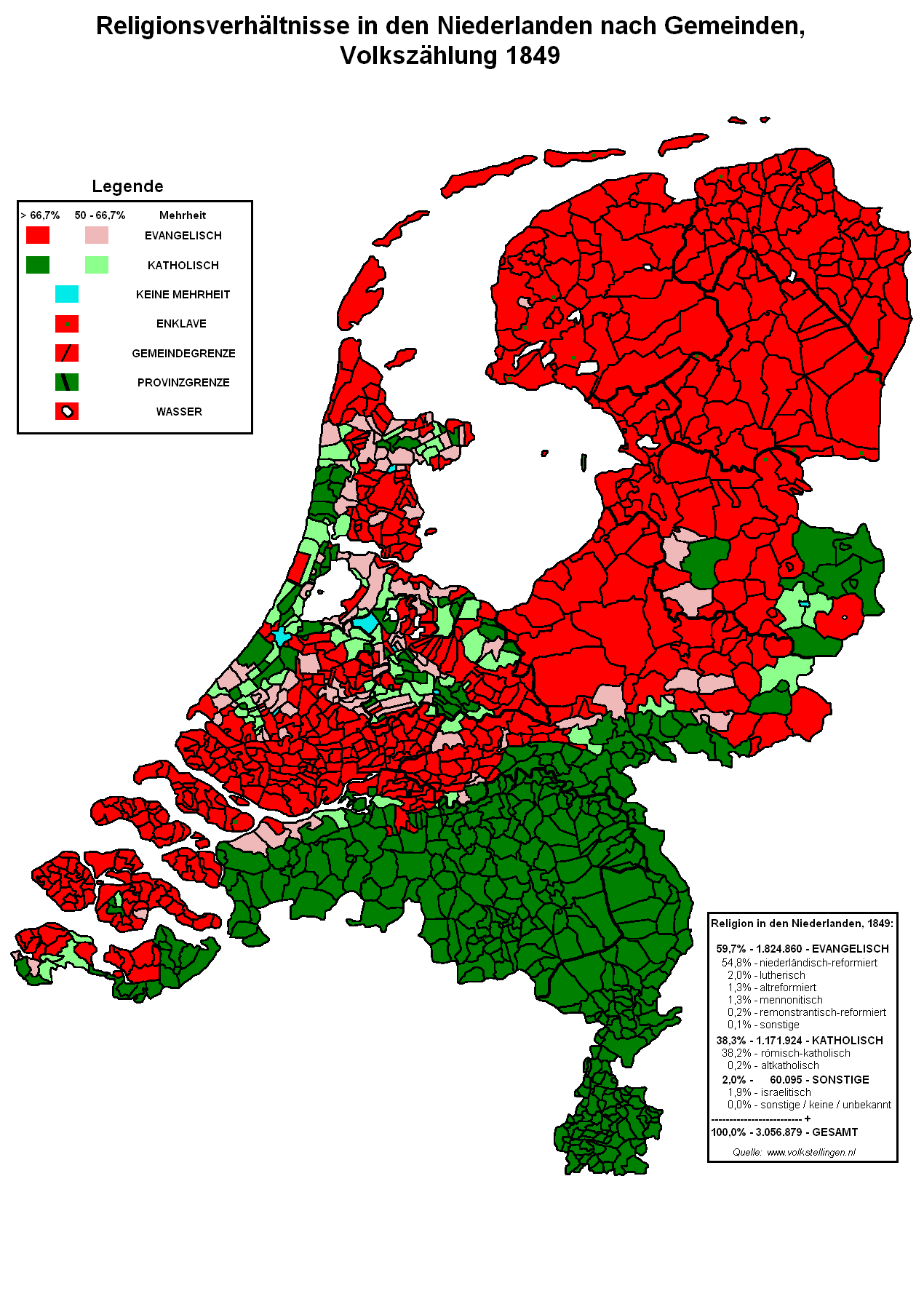
Konfessionsverhältnisse vor der Entkirchlichung (Stand 1849)

Bei der Gründung der PKN ging es vor allem darum, die Spaltung des Calvinismus zu überwinden. Im 19. Jahrhundert hatte es zunächst eine Nederlands-hervormde kerk gegeben, der auch das Königshaus angehört. Von ihr spaltete sich damals die strenggläubige Gereformeerde kerk ab. Sowohl das niederländische Wort hervormd als auch das Fremdwort gereformeerd bedeuten „reformiert“ und beziehen sich auf die gleichen calvinistischen Wurzeln. Die Gereformeerden aber befürchteten, dass sich in einer liberaler werdenden Welt der strenggläubige Calvinismus nicht mehr als allgemeingültige Lehre im Land durchsetzen lasse. Die Strenggläubigen waren dann die Initiatoren der „Versäulung“, des niederländischen Partikularismus.
Seit 1961 gab es die Bewegung des Samen op weg („Gemeinsam auf dem Weg“), um die beiden calvinistischen Richtungen und auch andere Kirchen (in einigen Gemeinden sogar die Katholiken) einander näher zu bringen und beispielsweise gemeinsam Gebäude zu nutzen. Dieser Annäherungsprozess mündete am 1. Mai 2004 in die PKN mit 2,4 Millionen Mitgliedern:
- die Niederländisch-reformierte Kirche (Nederlandse Hervormde Kerk, NHK, gemäßigt-calvinistisch) mit damals 1,8 Millionen Mitgliedern,
- die Gereformeerde Kerken in Nederland (GKN, streng-calvinistisch) mit 600.000 Mitgliedern und
- die Evangelisch-Lutherische Kirche im Königreich der Niederlande (Evangelisch-Lutherse Kerk in het Koninkrijk der Nederlanden, lutherisch) mit 14.000 Mitgliedern.

In jüngerer Zeit hat sich die Anzahl der Mitglieder auf 1,430 Millionen oder 7,9 % der Gesamtbevölkerung (2023) verringert.

## Organisation
Die PKN umfasst vier verschiedene Typen von Mitgliedsgemeinden:
- Protestantische Kongregationen sind lokale Kongregationen von verschiedenen Kirchenkörpern, die fusioniert sind,
- Hervormde Kongregationen,
- Reformierte Kirchen (Kongregationen der früheren Reformierten Kirchen in den Niederlanden),
- Lutherische Kongregationen (Kongregationen der früheren Evangelisch-Lutherischen Kirche).

Lutherische Gemeinden haben die Besonderheit, dass sie in einer unabhängigen lutherischen Synode zusammengeschlossen sind, die einen autonomen Status innerhalb der PKN hat. Die lutherische autonome Synode sendet Vertreter in die PKN-Synode. Das Gleiche gilt für die Evangelisch-altreformierte Kirche in Niedersachsen, die mit der PKN eng zusammenarbeitet.
Die Kirche hat mehr als 1.500 Kongregationen und 1.577.000 Mitglieder (9,1 % der niederländischen Bevölkerung, Stand 31. Dezember 2019). Nach der römisch-katholischen Kirche (4 Millionen Mitglieder) ist die PKN die an Mitgliedern zweitgrößte Kirche der Niederlande. Der große Mitgliederverlust im Vergleich zu 2004 (zusammengerechnet 2,4 Millionen Mitglieder) erklärt sich teilweise aus einer neuen, engeren Definition (Geburtsmitglieder werden nicht mehr mitgerechnet), teilweise aus Kirchenaustritten, teilweise aus Abspaltungen und teilweise auch aus den Folgen der Überalterung.
In der PKN findet sich ein breites Spektrum theologischer Bewegungen von liberalen bis streng konservativen Anschauungen. Die Frauenordination und Ordination homosexueller Pfarrer ist in der PKN erlaubt, ebenso die Segnung gleichgeschlechtlicher Paare.

## Abspaltungen
Bereits 1993 hatte sich die freisinnig-reformierte Remonstrantische Bruderschaft (Remonstrantse Broederschap) aus dem Samen op weg zurückgezogen. Mit der Fusion von 2004 waren sowohl einige gemäßigte als auch einige konservative Gruppierungen nicht einverstanden. Die Gemäßigten spalteten sich von ihrer Kirche ab und organisierten sich in der „Wiederhergestellten Reformierten Kirche“ (Hersteld Hervormde Kerk, HHK). Sie zählt schätzungsweise 55.000 Mitglieder. Die sieben strengeren Gemeinden, die sich abgespalten haben, sind in der Fortgesetzten Reformierten Kirche in den Niederlanden (Voortgezette Gereformeerde Kerken in Nederland, VGKiN) vereint, mit zusammen schätzungsweise etwa 3.000 Gemeindegliedern.

## Ökumene
Die PKN ist Mitglied im Ökumenischen Rat der Kirchen, im Lutherischen Weltbund, in der Weltgemeinschaft Reformierter Kirchen und in der Gemeinschaft Evangelischer Kirchen in Europa.
Im Jahr 2013 gab die Protestantische Kirche zusammen mit anderen protestantischen Kirchen in den Niederlanden (Remonstranten, Mennoniten/Taufgesinnte, Freisinnige und andere) ein gemeinsames ökumenisches Gesangbuch (Liedboek – zingen en bidden in huis en kerk) heraus.